# Športno plezanje
Športno plezanje je sodobna oblika plezanja, ki se je razvila v samostojno športno (tudi olimpijsko) panogo. Vključuje varne oblike prostega skalnega plezanja: težavnostno plezanje (tudi plezanje v vodstvu), balvansko plezanje (balvaniranje) in hitrostno plezanje. Ravno varnost ter zmožnost prilagajanja težav različnemu znanju in sposobnostim udeležencev je povzročila bliskovit razvoj množičnosti in priljubljenosti, tudi med otroki in mladino.
Plezanje poteka v naravnih plezališčih oz. balvaniščih ter na umetnih stenah. Plezališča so navadno nizke lahko dostopne nekrušljive stene, včasih tudi samo balvani (nizki skalni bloki).  Umetne stene so nizke (balvanske) stene, kjer se ne uporablja vrvi ali visoke, kjer veljajo ista pravila kot v plezališču. Na umetnih stenah se odvijajo tudi (skoraj) vsa tekmovanja.
Pri težavnostnem plezanju se pleza po plezalnih smereh. Plezalna smer je določen pas v steni, kjer poteka vzpon plezalca. Smeri so zavarovane z varovalnimi klini (svedrovci), ki služijo varovanju, obenem pa nakazujejo približen potek smeri. Dolžine smeri so različne, od običajnih 10 do 40 metrov (do pol raztežaja; im. tudi klasično š. p.), redkeje pa celoten raztežaj (do 80 m). Posebna zvrst je večraztežajno športno plezanje (v alpskem okolju imenovano tudi alpsko š. p.). Smer opremi opremljevalec smeri, ki namesti varovalne kline in sidrišče. Smer navadno tudi prvi prepleza, poimenuje ter predlaga oceno težavnosti.

## Oblike športnega plezanja in ocenjevanje smeri
V športnem plezanju v vodstvu je prosto plezanje edina veljavna oblika napredovanja. Obstajajo pravila, ki opisujejo na kakšen način je bila smer preplezana. Tako ločimo vzpone:
- z rdečo piko: vzpon po predhodnih neuspešnih poskusih (»študiranje« smeri)
- na pogled: vzpon v prvem poskusu v neznani smeri (brez predhodnih informacij)
- na »flash«: enako kot vzpon na pogled, le da predhodno opazujemo drugega plezalca v smeri ali pridobimo ostale informacije o smeri
- top rope (z varovanjem od zgoraj): ta način ne predstavlja priznanega uspešnega vzpona, navadno se uporabja pri začetnikih ali pri »študiranju« smeri

Najbolj cenjen je vzpon na pogled, sledi vzpon na »flash«, nato rdeča pika. Oblikovalo se je še nekaj drugih pravil, vendar pa danes večinoma niso več v uporabi.
Pri balvanskem plezanju se običajno priznava plezanje z rdečo piko in na flash, pri čemer se slednji izraz uporablja za vse vzpone v prvem poskusu (torej tudi za vzpone brez predhodnih informacij).
Za ocenjevanje težavnosti obstaja več težavnostnih lestvic, ki so se razvile v različnih državah. V Sloveniji se je v začetku (zlasti za ocenjevanje alpskih smeri) večinoma uporabljala UIAA lestvica, danes pa tako pri težavnostnem kot balvanskem plezanju francoski lestvici (v balvanskem plezanju imenovana tudi Fontainebleaujska lestvica).
Ocena težavnosti smeri predlaga prvi plezalec, kasneje pa lahko drugi ponavljalci to oceno potrdijo ali pa predlagajo višjo ali nižjo oceno. V tiskanih vodnikih se ponavadi objavi ena sama (soglasna ali konsenzna) ocena, v spletnih seznamih pa lahko tudi vse javno predlagane ocene ponavljalcev smeri, iz katerih se lahko "soglasna" ocena tudi izračuna (npr. kot mediana vseh ocen).

## Zgodovina in razvoj športnega plezanja
Glavni članek: zgodovina prostega in športnega plezanja
Pojem prostega plezanja, ki pomeni premagovanje plezalnih težav samo s pomočjo lastnega telesa, tehnične pripomočke pa uporabljamo za varovanje, je poznan nekje od leta 1950
iz Yosemitske doline, ZDA (»freeclimbing«). Od tam se je v sedemdesetih letih 20. stoletja prosto plezanje razširilo tudi v Evropo, pravi razcvet pa je doživelo, ko so se začele plezalne smeri opremljati s svedrovci. S tem je prosto plezanje postalo precej varnejše in plezalci so pričeli plezati vse težje smeri. V tem času se pojavi tudi izraz športno plezanje, ki zajema različne varne oblike prostega plezanja.
V Sloveniji za začetnika prostega plezanja štejemo Iztoka Tomazina in Boruta Berganta, ki sta leta 1978 obiskala ZDA, tam spoznala etiko prostega plezanja in jo razširila tudi doma. V osemdesetih letih sta bila vodilna plezalca Tadej Slabe in Srečo Rehberger, pri ženskah pa Lidija Painkiher. Slabe je že leta 1992 preplezal Za staro kolo in majhnega psa (8c+), s čimer je Slovenija dosegla sam svetovni vrh v težavnosti. Leta 1997, ko je Martina Čufar preplezala smer z oceno 8b+, pa so svetovni vrh dosegle tudi Slovenke.

### Tekmovalno športno plezanje
Razvoj tekmovalnega športnega plezanja se je začel v osemdesetih letih. Prvo pravo mednarodno tekmovanje je bilo organizirano v letu 1985 v Bardonecchi pri Torinu. Kmalu so se začela odvijati tekmovanja za svetovni pokal, leta 1991 pa je bilo organizirano tudi prvo svetovno prvenstvo.
Izoblikovale so se tri tekmovalne discipline:
- težavnostno plezanje, kjer se za končni rezultat meri preplezana višina
- balvansko plezanje, kjer je končni rezultat prvenstveno odvisen od števila preplezanih balvanov
- hitrostno plezanje, kjer se meri čas plezanja smeri

V Sloveniji se za prvo pravo tekmovanje šteje državno prvenstvo, ki je bilo v Ospu leta
1988. Sprva so se tekmovanja še odvijala v naravnih stenah, kmalu pa so se preselila na umetne stene, s čimer se je športno plezanje še bolj uveljavilo kot tekmovalna športna panoga.

## Oprema pri športnem plezanju
Glavni članek plezalna oprema
Plezalna oprema športnega plezalca obsega plezalne čevlje (plezalniki), vrečko za magnezijo, enodelni plezalni pas, enojno plezalno vrv dolžine okoli 70 metrov in debeline med 8,5 in 10 mm, komplete, varovalne pripomočke (ploščica, grigri). Plezalna čelada se uporablja v plezališčih, kjer je večja verjetnost padajočega kamenja.
Oprema mora biti ustrezno testirana, kar zagotavljajo UIAA in/ali CE varnostni testi.

## Organiziranost športnega plezanja
Na mednarodnem nivoju je najvišji organ, ki skrbi za tekmovalno športno plezanje, Mednarodna zveza za športno plezanje (IFSC), ki je 2007 nasledila Komisijo za mednarodna tekmovanja (ICC), ustanovljeno leta 1988 kot ena od sedmih komisij pri Mednarodni zvezi gorniških in plezalnih organizacij (UIAA). IFSC skrbi za razvoj tekmovalnega športnega plezanja, organizacije največjih tekmovanj (svetovni pokal, evropska in svetovna prvenstva, mladinska tekmovanja), boj proti dopingu.
IFSC je dosegla, da jo je Mednarodni olIimpijski komite priznal za olimpijsko disciplino in jo uvrstil na program olimpijskih iger 2020 v Tokiu.
V Sloveniji je krovna organizacija Komisija za športno plezanje (KŠP) pri Planinski zvezi Slovenije. Naloge KŠP so organizacija tekmovanj na državnem nivoju, skrb za državne reprezentante in kategorizirane plezalce, izobraževanje strokovnega kadra, urejanje plezališč, varstvo narave in promocija športnega plezanja.
Na klubskem nivoju obstajajo športno plezalni odseki (ŠPO), alpinistični odseki (AO)
ali sekcije (AS) in plezalni (PK) ali alpinistični (AK) klubi.
Pravila vedenja v plezališčih določa etični kodeks.